# Gilbert Melendez
Pour les articles homonymes, voir Melendez.
Gilbert Melendez, né le 12 avril 1982 à Santa Ana en Californie, est un pratiquant américain d'arts martiaux mixtes. Il combat actuellement à l'Ultimate Fighting Championship dans la catégorie des poids légers.

## Parcours en MMA

### Ultimate Fighting Championship
Gibert Melendez rencontre Eddie Alvarez, ancien champion des poids légers du Bellator MMA, en second combat principal de l'UFC 188 à Mexico, le 13 juin 2015.
Arès un combat pas aussi engagé que ce qui était attendu, c'est Alvarez qui l'emporte par décision partagée.
Melendez est ensuite rapidement prévu pour remplacer Bobby Green, indisponible pour affronter Al Iaquinta lors de l'UFC Fight Night 71 du 15 juillet.
Mais après des résultats positifs à son contrôle antidopage pour son précédent match à l'UFC 188, il est retiré du programme et écope d'une suspension d'un an

## Palmarès en MMA
| 28 combats     | 22 victoires | 6 défaites |
| Par KO         | 11           | 0          |
| Par soumission | 1            | 1          |
| Sur décision   | 10           | 5          |

| Résultat | Record | Adversaire       | Méthode                                 | Événement                             | Date              | Round | Temps | Lieu                                  | Notes                                                          |
| -------- | ------ | ---------------- | --------------------------------------- | ------------------------------------- | ----------------- | ----- | ----- | ------------------------------------- | -------------------------------------------------------------- |
| Défaite  | 22-6   | Edson Barboza    | Décision unanime                        | UFC on Fox: Holm vs. Shevchenko       | 23 juillet 2016   | 3     | 5:00  | Chicago, Illinois, États-Unis         |                                                                |
| Défaite  | 22-5   | Eddie Alvarez    | Décision partagée                       | UFC 188: Velasquez vs. Werdum         | 13 juin 2015      | 3     | 5:00  | Mexico, Mexique                       | Melendez est contrôlé positif au test antidopage.              |
| Défaite  | 22-4   | Anthony Pettis   | Soumission (étranglement en guillotine) | UFC 181: Hendricks vs. Lawler II      | 6 décembre 2014   | 2     | 1:53  | Las Vegas, Nevada, États-Unis         | Pour le titre des poids légers de l'UFC.                       |
| Victoire | 22-3   | Diego Sanchez    | Décision unanime                        | UFC 166: Velasquez vs. Dos Santos III | 19 octobre 2013   | 3     | 5:00  | Houston, Texas, États-Unis            | Combat de la soirée                                            |
| Défaite  | 21-3   | Ben Henderson    | Décision partagée                       | UFC on Fox: Henderson vs. Melendez    | 20 avril 2013     | 5     | 5:00  | San José, Californie, États-Unis      | Pour le titre des poids légers de l'UFC.                       |
| Victoire | 21-2   | Josh Thomson     | Décision partagée                       | Strikeforce: Barnett vs. Cormier      | 19 mai 2012       | 5     | 5:00  | San Jose, Californie, États-Unis      | Défend le titre des poids légers du Strikeforce.               |
| Victoire | 20-2   | Jorge Masvidal   | Décision unanime                        | Strikeforce: Melendez vs. Masvidal    | 17 décembre 2011  | 5     | 5:00  | San Diego, Californie, États-Unis     | Défend le titre des poids légers du Strikeforce.               |
| Victoire | 19-2   | Tatsuya Kawajiri | TKO (coups de coude)                    | Strikeforce: Melendez vs. Masvidal    | 9 avril 2011      | 1     | 3:14  | San Diego, Californie, États-Unis     | Défend le titre des poids légers du Strikeforce.               |
| Victoire | 18-2   | Shinya Aoki      | Décision unanime                        | Strikeforce: Nashville                | 17 avril 2010     | 5     | 5:00  | Nashville, Tennessee, États-Unis      | Défend le titre des poids légers du Strikeforce.               |
| Victoire | 17-2   | Josh Thomson     | Décision unanime                        | Strikeforce: Evolution                | 19 décembre 2009  | 5     | 5:00  | San Jose, Californie, États-Unis      | Remporte le titre incontesté des poids légers du Strikeforce.  |
| Victoire | 16-2   | Mitsuhiro Ishida | TKO (coups de poing)                    | Strikeforce: Carano vs. Cyborg        | 15 août 2009      | 3     | 3:56  | San José, Californie, États-Unis      | Défend le titre intérimaire des poids légers du Strikeforce.   |
| Victoire | 15-2   | Rodrigo Damm     | KO (coups de poing)                     | Strikeforce: Shamrock vs. Diaz        | 11 avril 2009     | 2     | 2:02  | San José, Californie, États-Unis      | Remporte le titre intérimaire des poids légers du Strikeforce. |
| Défaite  | 14-2   | Josh Thomson     | Décision unanime                        | Strikeforce: Melendez vs. Thomson     | 27 juin 2008      | 5     | 5:00  | San José, Californie, États-Unis      | Perd le titre des poids légers du Strikeforce.                 |
| Victoire | 14-1   | Gabe Lemley      | TKO (coups de poing)                    | Strikeforce: Shamrock vs. Le          | 29 mars 2008      | 2     | 2:18  | San José, Californie, États-Unis      | Défend le titre des poids légers du Strikeforce.               |
| Défaite  | 13-1   | Mitsuhiro Ishida | Décision unanime                        | Yarennoka!                            | 31 décembre 2007  | 2     | 5:00  | Saitama, Japon                        |                                                                |
| Victoire | 13-0   | Tetsuji Kato     | Décision unanime                        | Strikeforce: Playboy Mansion          | 29 septembre 2007 | 5     | 5:00  | Beverly Hills, Californie, États-Unis | Défend le titre des poids légers du Strikeforce.               |
| Victoire | 12-0   | Tatsuya Kawajiri | Décision unanime                        | Pride Shockwave 2006                  | 31 décembre 2006  | 2     | 5:00  | Saitama, Japon                        |                                                                |
| Victoire | 11-0   | Nobuhiro Obiya   | Décision unanime                        | Pride Bushido 12                      | 26 août 2006      | 2     | 5:00  | Nagoya, Japon                         |                                                                |
| Victoire | 10-0   | Clay Guida       | Décision partagée                       | Strikeforce: Revenge                  | 9 juin 2006       | 5     | 5:00  | San José, Californie, États-Unis      | Remporte le titre des poids légers du Strikeforce.             |
| Victoire | 9-0    | Harris Sarmiento | Soumission (coups de poing)             | Strikeforce: Shamrock vs. Gracie      | 10 mars 2006      | 2     | 0:44  | San José, Californie, États-Unis      |                                                                |
| Victoire | 8-0    | Rumino Sato      | TKO (arrêt du médecin)                  | Shooto: Alive Road                    | 20 août 2005      | 1     | 1:32  | Yokohama, Japon                       |                                                                |
| Victoire | 7-0    | Naoya Uematsu    | TKO (arrêt du médecin)                  | Shooto: 5/4 in Korakuen Hall          | 4 mai 2005        | 2     | 4:30  | Tokyo, Japon                          |                                                                |
| Victoire | 6-0    | Hiroyuki Takaya  | Décision unanime                        | Shooto: Year End Show 2004            | 14 décembre 2004  | 3     | 5:00  | Tokyo, Japon                          |                                                                |
| Victoire | 5-0    | Kaynan Kaku      | TKO (coups de poing)                    | Rumble on the Rock 6                  | 20 novembre 2004  | 2     | 3:58  | Honolulu, Hawaii, États-Unis          |                                                                |
| Victoire | 4-0    | Olaf Alfonso     | TKO (coups de poing)                    | WEC 10: Bragging Rights               | 20 mai 2004       | 3     | 4:54  | Lemoore, Californie, États-Unis       | Remporte le titre des poids légers du WEC.                     |
| Victoire | 3-0    | Stephen Palling  | TKO (coups de poing)                    | Rumble on the Rock 4                  | 10 octobre 2003   | 2     | 4:59  | Honolulu, Hawaii, États-Unis          |                                                                |
| Victoire | 2-0    | Jeff Hougland    | TKO (coups de poing)                    | WEC 6: Return of a Legend             | 27 mai 2003       | 2     | 2:05  | Lemoore, Californie, États-Unis       |                                                                |
| Victoire | 1-0    | Greg Quan        | TKO (coups de poing)                    | WEC 5: Halloween Fury                 | 18 octobre 2002   | 1     | 4:37  | Lemoore, Californie, États-Unis       |                                                                |